# Piaski (Aleksandrów Kujawski)
Piaski (historycznie Aleksandrówek) – część miasta Aleksandrów Kujawski. Piaski graniczą bezpośrednio z Ośnem oraz z aleksandrowskim Halinowem.

## Rys historyczny
Piaski są osiedlem składającym się głównie z domków jednorodzinnych powstałych w czasach PRL. Osiedle powstało w pierwszych latach XX wieku i początkowo nosiło nazwę Aleksandrówek, a obszar który zajmowało ograniczały dzisiejsze ulice: Leśna, Limanowskiego i Długa. 

## Ważniejsze obiekty
Na terenie osiedla funkcjonuje Technikum Mundurowe Bydgoskiego Zakładu Doskonalenia Zawodowego (dawniej Gimnazjum nr 1 im. Lotników Polskich).
Głównymi ulicami na osiedlu są ulice: Długa, Limanowskiego, Leśna, Zielona, Polna i Listna.